# نيري هورويتز
نيري هورويتز (مواليد 1978 ) هو ضابط في الجيش الإسرائيلي برتبة عميد ، وهو قائد سلاح المدفعية، وكان سابقًا قائد للواء 282 مدفعية «لواء النار» وقائد تشكيل أيردم .

## السيرة الذاتية
تم تجنيد هورويتز عام 1996، وأدى خدمته العسكرية في سلاح المدفعية. خدم كقائد مفرزة وقائد كتيبة توم "تيم إم -109" ثم شغل منصب نائب قائد الكتيبة 402. في عام 2009 تمت ترقيته إلى رتبة مقدم وعُين قائداً للكتيبة 402 في الفوج 215.  في عام 2011 تم تعيينه ضابط عمليات في مقر قيادة المدفعية. ثم شغل منصب قائد فصيلة في كلية القيادة التكتيكية. في عام 2014 تمت ترقيته إلى رتبة عقيد وعين قائدا للفوج 7883 وقائدا الدهم الناري لفرقة الجليل، وخدم في هذا المنصب حتى عام 2016. وفي سبتمبر 2016 عين قائدا للفرقة 282 النار وشغل المنصب حتى 28 مايو 2019. في 6 يوليو 2020 تمت ترقيته إلى رتبة عميد . - 14 يوليو تولى منصب قائد فيلق المدفعية.